# Roland Grahn
Thure Roland Grahn, född 5 december 1928 i Brastads församling i Göteborgs och Bohus län, är en svensk militär.

## Biografi
Grahn avlade officersexamen vid Krigsskolan 1953 och utnämndes samma år fänrik vid Östgöta luftvärnsregemente. Han gick Luftvärnsofficersskolan vid Artilleri- och ingenjörofficersskolan 1957–1958. År 1964 befordrades han till kapten och tjänstgjorde 1964–1969 vid Roslagens luftvärnsregemente. År 1969 befordrades han till major i Generalstabskåren och 1972 till överstelöjtnant. Åren 1973–1976 var han chef för Luftvärnsavdelningen vid Arméstaben och 1976–1978 bataljonschef vid Luleå luftvärnsregemente. Han befordrades till överste 1978 och var chef för Roslagens luftvärnsregemente 1978–1980. År 1980 befordrades han till överste av första graden, varpå han var chef för Planeringssektion 3 i Planeringsledningen vid Försvarsstaben 1980–1984. År 1984 befordrades han till generalmajor och var 1984–1985 stabschef vid staben i Östra militärområdet. Åren 1985–1993 var Grahn utredare hos överbefälhavaren och vid Försvarsstaben, varpå han 1993–1994 tjänstgjorde i Försvarsdepartementet.
Roland Grahn invaldes 1978 som ledamot i Kungliga Krigsvetenskapsakademien.

### Utmärkelser
- Riddare av Svärdsorden, 18 november 1971.[5]